# Abe Isoo
Pour le sigle, voir ISOO.
 (octobre 2015).
Si vous disposez d'ouvrages ou d'articles de référence ou si vous connaissez des sites web de qualité traitant du thème abordé ici, merci de compléter l'article en donnant les références utiles à sa vérifiabilité et en les liant à la section « Notes et références ».
Abe Isoo (安部 磯雄), né le 4 février 1865 et mort le 10 février 1949, est un homme politique japonais socialiste chrétien.
Après avoir suivi à Kyôto les cours de Niijima Jô, il se rend aux États-Unis en 1891 et, à son retour fonde le parti social-démocrate avec, notamment, Sen Katayama. Il défend des idées pacifistes durant la guerre russo-japonaise (1904-1905) et publie une revue socialiste chrétienne, Shinkigen (L'ère nouvelle) dès 1905, tout en professant à l'université Waseda de Tokyo de 1895 à 1928.
Après plusieurs dissolutions et fusions avec d'autres partis, le mouvement socialiste auquel il appartient et dont il est président est totalement interdit en 1940 et Abe Isoo se retire de la vie publique. Il est élu quatre fois député et fut conseiller municipal de la ville de Tokyo.